# Хипокампус
Хипокампус (преко латинског од грчког ιπποκαμπος, 'морски коњиц') је главна компонента мозга људи и других кичмењака. Људи и други сисари имају два хипокампуса, по један на свакој страни мозга. Хипокампус је део лимбичког система, и игра важну улогу у консолидацији информација из краткорочног памћења у дугорочну меморију и у просторној меморији која омогућава навигацију. 
Хипокампус се налази у алокортексу, са нервним пројекцијама у неокортексу код људи, као и примата. Хипокампус, као медијални палијум, је структура која се налази код свих кичмењака. Код људи, садржи два главна међусобно повезана дела: прави хипокампус (који се такође назива Амонов рог) и зупчани гирус.

## Однос према лимбичком систему
Термин лимбички систем је 1952. године увео Пол Меклин да би описао скуп структура које обрубљују ивицу кортекса (латински лимбус што значи граница). Ово укључује хипокампус, цингуларни кортекс, мирисни кортекс и амигдалу. Пол Меклин је касније сугерисао да лимбичке структуре чине неуронску основу емоција. Хипокампус је анатомски повезан са деловима мозга који су укључени у емоционално понашање — септумом, хипоталамусним мамиларним телом и предњим нуклеарним комплексом таламуса, и опште је прихваћено да је део лимбичког система.